# Leiro (Abegondo)
Leiro (llamada oficialmente Santaia de Leiro) es una parroquia y una localidad española del municipio de Abegondo, en la provincia de La Coruña, Galicia.

## Otras denominaciones
La parroquia también es conocida por el nombre de Santa Eulalia de Leiro.

## Organización territorial
La parroquia está formada por veintidós entidades de población, constando seis de ellas en el nomenclátor del Instituto Nacional de Estadística español:
- A Grobia
- Angradoira
- A Pedreira
- A Salgueira
- A Torre
- Barrio
- Boucello
- Currás (Os Currás)
- Fondo de Leiro
- Francos
- La Iglesia (A Igrexa)
- Leiro
- Loureiro (O Loureiro)
- O Cerrado
- O Francés
- O Matiño
- O Piñeiro
- Picacheiro
- Regueiro (O Regueiro)
- Rúa (A Rúa)
- Soutelos
- Souto (O Souto)
- Villardel (Vilardel)

## Demografía

### Parroquia
| Gráfica de evolución demográfica de Leiro (parroquia) entre 2000 y 2018 |
|                                                                         |
| Datos según el nomenclátor publicado por el INE.                        |

### Localidad
| Gráfica de evolución demográfica de Leiro (localidad) entre 1999 y 2018 |
|                                                                         |
| Datos según el nomenclátor publicado por el INE.                        |